# 名鉄揖斐線

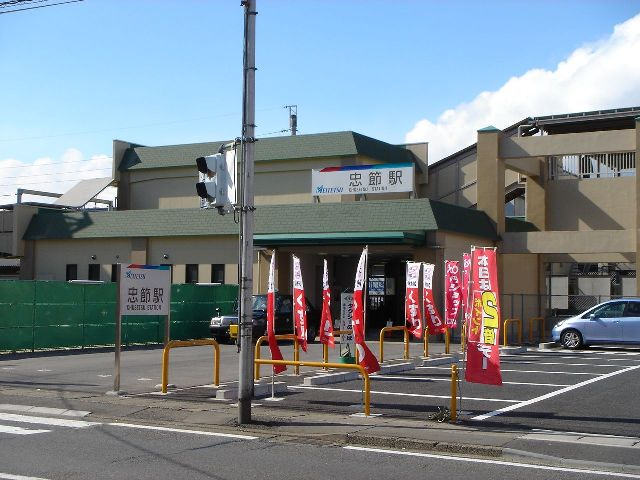
忠節駅

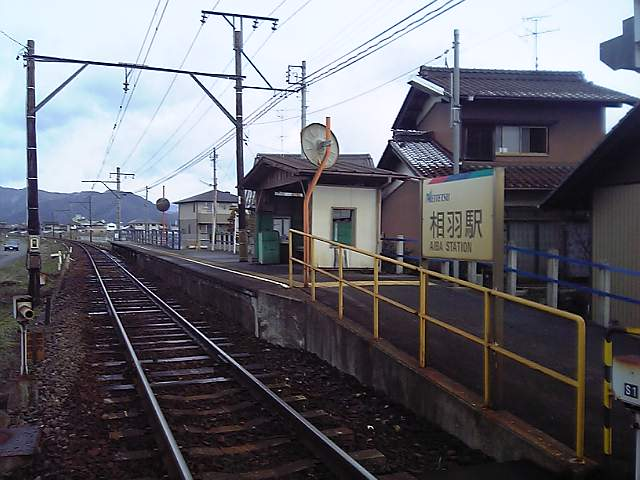
相羽駅

揖斐線（いびせん）は、岐阜県岐阜市の忠節駅から岐阜県揖斐郡大野町の黒野駅を経て岐阜県揖斐郡揖斐川町の本揖斐駅までを結んでいた名古屋鉄道（名鉄）の鉄道路線。
2005年（平成17年）4月1日に全線が廃止された。この日廃止された名鉄の600 V電化区間で唯一の鉄道事業法適用区間であった。
運賃計算区分はC（運賃計算に用いる距離は営業キロの1.25倍）。

## 概要
宅地化が進む岐阜市西郊の通勤・通学路線であった。
かつては、途中の黒野駅から分岐して谷汲村（現揖斐川町）にある谷汲駅までを結ぶ谷汲線が延び、谷汲山華厳寺への参詣の足となっていたが、揖斐線黒野 - 本揖斐間とともに2001年（平成13年）に廃止された。
その後も車社会の進展で利用客の減少に歯止めがかからず、2004年（平成16年）に名古屋鉄道は岐阜市内線・揖斐線・美濃町線・田神線の600 V電化区間について運営撤退を正式に表明。軌道法に基づく廃止許可申請書と鉄道事業法に基づく廃止届を同年3月に提出し、2005年（平成17年）4月1日にこれら各線とともに廃止された。廃線後もしばらく本揖斐駅は残されたが、現在は撤去され、枕木等は一般に売却され、沿線近辺でよく見うけられる。
名鉄の廃止表明を受けて、地元の岐阜市などでは協議会を設置し、公設民営方式での存続の可能性について模索したが、2004年（平成16年）7月27日、細江茂光岐阜市長は利用客減少や財政難などを理由に存続断念を発表した。一時は、岡山電気軌道も支援検討を表明していた。廃線後も地元の企業を中心として、営業再開へ向けた動きも模索されていた（名鉄岐阜市内線#廃止後の動きを参照）。
旦ノ島駅 - 尻毛駅間の伊自良川橋梁は、鋼トレッスル橋脚を有する珍しいタイプの橋梁であった。

### 路線データ
※特記なければ路線廃止時点のもの。
- 路線距離（営業キロ）：忠節 - 本揖斐間 18.3 km
- 軌間：1,067 mm
- 駅数：16駅（起終点駅含む）
- 複線区間：なし（全線単線）
- 電化区間：全線電化（直流600 V）
- 閉塞方式：自動閉塞式
- 交換可能駅：忠節、尻毛、美濃北方、政田、黒野
- 最高速度：70 km/h

## 運行形態
廃止前時点では、揖斐線のすべての列車が岐阜市内線と直通運転を行っており、15分間隔で運行されていた。またワンマン運転を実施していた。日中には半数が急行として運転されており、急行は近ノ島駅・旦ノ島駅のみを通過していたが、1967年（昭和42年）の設定当初はこのほかにも通過駅があった。急行運転開始時の停車駅は本揖斐・黒野・政田・美濃北方・北方千歳町・尻毛・忠節と、岐阜市内線の西野町・千手堂・徹明町・新岐阜駅前・岐阜駅前であった。
車両は、一部岐阜市内線と直通運転のため、路面電車タイプの軌道線車両が使用されていたが、名古屋本線・瀬戸線の架線電圧直流600 Vから1,500 Vへの昇圧によって余剰となったモ160形、モ700形・モ750形、ク2320形などの大正末期から昭和初期にかけて製造された木造や半鋼製鉄道線車両が走っていた。1998年（平成10年）までは、同線と岐阜市内線はモ510形やモ770形の一部の直通運転を除いて独立した運転をしており、忠節駅で乗り換えが必要であった。これは鉄道線車両の車体の幅や長さが一回り大きいうえに、市内線での道路上での乗り降りに必要な折りたたみ式ステップの改造がされていなかったためで、すべて忠節駅発着の普通列車として運転されていた。しかし、同年から増備されたモ780形により、鉄道線車両は廃車となり、すべての列車が岐阜市内線からの直通運転する路面電車形となった。なお、モ510形・モ770形・モ780形は車両の幅が狭く、同線内の駅に停車するとホームと車両間に隙間が空いてしまうため、同線内では乗車ステップを格納せずに運転していた。

## 歴史
岐北軽便鉄道により開業し、美濃電気軌道を経て名古屋鉄道の路線となった。岐阜市内線と繋がるのは太平洋戦争後のことである。
- 1911年（明治44年）5月 岐北軽便鉄道が軽便鉄道敷設を国に申請。
- 1912年（明治45年）3月30日 岐北軽便鉄道に対し鉄道免許状下付（稲葉郡島村-本巣郡北方村間）[6]
- 1914年（大正3年）3月29日 岐北軽便鉄道が忠節 - 北方町（後の美濃北方）間を開業[7]。甲形4両、乙形2両の木製電車を投入[8]。
  - この間、岐北軽便鉄道の社長を含めた10名で、揖斐軽便鉄道株式会社[注釈 2]が、本巣郡真桑村から揖斐郡揖斐町までの区間において軽便鉄道敷設を目的に国に申請し、1912年（明治45年）11月に認可された。ただ、経済不振により工事が延期となり、1914年（大正3年）に揖斐軽便鉄道は免許失効となった[9][10]。 その後、1914年（大正3年）12月26日、当時の岐阜県知事により国へ岐北軽便鉄道の揖斐への線路延長が推達される。岐北軽便鉄道は、忠節 - 北方町間では営業距離が短く貨物輸送事業を開始しても収益を得ることができず、揖斐軽便鉄道が貨物輸送を予定している「揖斐鉄道」が開業すれば営業距離も延びて採算がとれるので、それまで貨物輸送業務の開始を延期したい旨を1914年3月20日に申請していた。しかし、揖斐軽便鉄道が免許失効となったため、岐北軽便鉄道の揖斐軽便鉄道が当初敷設を予定していた区間を含む線路延長が推達され、1915年に鉄道敷設免許を下付された[9]。
- 1915年（大正4年）4月6日 鉄道免許状下付（本巣郡席田村-揖斐郡大野村間）[11]
- 1916年（大正5年）8月1日 旦ノ島駅廃止[4][12]。
- 1921年（大正10年）11月10日 美濃電気軌道が岐北軽便鉄道を合併[13]。北方線となる。
- 1922年（大正11年）5月16日 新町駅廃止[4][14]。
- 1926年（大正15年）
  - 4月6日 美濃電気軌道北方線 北方町 - 黒野間が開業[15]。
  - 11月20日 北方町駅を美濃北方駅に改称[4][16]。
- 1927年（昭和2年）頃 森町駅を北方東口駅に改称。
- 1928年（昭和3年）12月20日 美濃電気軌道北方線 黒野 - 本揖斐間が開業[17]。
- 1930年（昭和5年）
  - 8月20日 名古屋鉄道が美濃電気軌道を合併。
  - 9月5日 名古屋鉄道が名岐鉄道に社名変更。北方線を揖斐線と改称。
- 1935年（昭和10年）8月1日 名岐鉄道が名古屋鉄道に社名変更。
- 1937年（昭和12年）7月13日 旦ノ島駅再開業。
- 1938年（昭和13年）8月4日 長良川改修工事のため忠節 - 尻毛間を休止[18]。
- 1939年（昭和14年）2月13日 近ノ島（西） - 尻毛間が運行再開[18]。
- 1941年（昭和16年）12月20日 忠節 - 近ノ島（西）間が運行再開。忠節駅移転[18]。
- 1944年（昭和19年） 萱場駅、尻毛橋駅、八ツ又駅、麻生駅、八丈岩駅休止。
- 1948年（昭和23年）8月1日 岐阜市内線忠節橋停留場が忠節駅（2代目）前の後の早田停留場の場所に移転[18]。
- 1953年（昭和28年）7月1日 岐阜市内線忠節橋（後の早田） - 忠節間が開業[18]。
- 1954年（昭和29年）12月21日 忠節 - 近ノ島間が経路変更。忠節駅移転。忠節駅（3代目）で岐阜市内線と接続[18]。
- 1967年（昭和42年）12月17日 岐阜市内線直通の急行を運転開始。
- 1969年（昭和44年）4月5日 萱場駅、尻毛橋駅、川部橋駅、八ツ又駅、麻生駅、八丈岩駅廃止。
- 1984年（昭和59年）10月16日 黒野 - 本揖斐間で閑散時ワンマン運転開始。
- 1987年（昭和62年）5月11日 忠節 - 黒野間で一部列車除きワンマン運転開始。
- 1998年（平成10年）4月6日 忠節 - 黒野間の全列車が岐阜市内線直通運転となる[19]。
- 2001年（平成13年）10月1日 黒野 - 本揖斐間5.6 kmが廃止。名阪近鉄バスにより廃止代替バス運転開始。
- 2005年（平成17年）4月1日 忠節 - 黒野間12.7 kmが廃止され全廃。岐阜バスにより廃止代替バス運転開始。

### 運行会社・路線名称の変遷
- 岐北軽便鉄道線（1914年3月29日 - 1921年11月9日）
- 美濃電気軌道北方線（1921年11月10日 - 1930年9月4日）
- 名岐鉄道揖斐線（1930年9月5日 - 1935年7月31日）
- 名古屋鉄道揖斐線（1935年8月1日 - 2005年3月31日）

## 駅一覧
- 全駅岐阜県に所在。
- 駅名・接続路線名は廃止時点、所在地は路線（区間）廃止時点のもの。
- *印の駅は路線（区間）廃止前に廃止された駅（廃止日は歴史参照）
- 急行停車駅は2005年時点のもの。●：停車、｜：通過。

凡例
線路（全線単線） … ｜：交換不能駅 ∨・◇：交換可能駅
| 駅名         | 駅間 キロ | 営業 キロ | 急行 | 接続路線                         | 線路 | 所在地          |
| ------------ | --------- | --------- | ---- | -------------------------------- | ---- | --------------- |
| 忠節駅       | -         | 0.0       | ●    | 名古屋鉄道：岐阜市内線（直通）   | ∨    | 岐阜市          |
| 近ノ島駅     | 0.7       | 0.7       | ｜   |                                  | ｜   | 岐阜市          |
| *萱場駅      | 0.9       | 1.6       |      |                                  | ｜   | 岐阜市          |
| 旦ノ島駅     | 0.5       | 2.1       | ｜   |                                  | ｜   | 岐阜市          |
| *尻毛橋駅    | 0.9       | 3.0       |      |                                  | ｜   | 岐阜市          |
| 尻毛駅       | 0.2       | 3.2       | ●    |                                  | ◇    | 岐阜市          |
| *川部橋駅    | 0.7       | 3.9       |      |                                  | ｜   | 岐阜市          |
| 又丸駅       | 0.4       | 4.3       | ●    |                                  | ｜   | 岐阜市          |
| 北方東口駅   | 0.8       | 5.1       | ●    |                                  | ｜   | 本巣郡 北方町   |
| *新町駅      | 0.4       | 5.5       |      |                                  | ｜   | 本巣郡 北方町   |
| 北方千歳町駅 | 0.2       | 5.7       | ●    |                                  | ｜   | 本巣郡 北方町   |
| 美濃北方駅   | 0.5       | 6.2       | ●    |                                  | ◇    | 本巣郡 北方町   |
| *八ツ又駅    | 0.6       | 6.8       |      |                                  | ｜   | 本巣市          |
| 真桑駅       | 1.5       | 8.3       | ●    |                                  | ｜   | 本巣市          |
| 政田駅       | 1.2       | 9.5       | ●    |                                  | ◇    | 本巣市          |
| 下方駅       | 1.3       | 10.8      | ●    |                                  | ｜   | 揖斐郡 大野町   |
| 相羽駅       | 0.8       | 11.6      | ●    |                                  | ｜   | 揖斐郡 大野町   |
| 黒野駅       | 1.1       | 12.7      | ●    | 名古屋鉄道：谷汲線（2001年まで） | ◇    | 揖斐郡 大野町   |
| *麻生駅      | 1.2       | 13.9      |      |                                  | ｜   | 揖斐郡 大野町   |
| 中之元駅     | 0.8       | 14.7      |      |                                  | ｜   | 揖斐郡 大野町   |
| 清水駅       | 1.4       | 16.1      |      |                                  | ｜   | 揖斐郡 揖斐川町 |
| *八丈岩駅    | 1.0       | 17.1      |      |                                  | ｜   | 揖斐郡 揖斐川町 |
| 本揖斐駅     | 1.2       | 18.3      |      |                                  | ｜   | 揖斐郡 揖斐川町 |

## 所要時間・運賃
（2005年、路線廃止前時点）
- 忠節-美濃北方：約14分、230円（140円）
- 忠節-政田：約20分、290円（150円）
- 忠節-黒野：約30分、340円（170円）
- 新岐阜-黒野：約43分、510円（260円）

運賃は、揖斐線が運賃計算キロ、岐阜市内線が均一制で設定されていたので、路線の起終点となる忠節駅を越える場合は両方を合算していた。また、黒野駅などの有人駅では美濃町線への連絡乗車券も販売されており、梅林経由と新岐阜駅前・新岐阜経由が設定されていた。

## 車両

### 車両数の変遷
| 年        | 700形 | 750形 | 2320形 | 合計(冷房車) |
| --------- | ----- | ----- | ------ | ------------ |
| 1978      | 3     | 6     | 4      | 13(0)        |
| 1982-1992 | 3     | 6     | 4      | 13(0)        |
| 1993-1997 | 2     | 6     | 4      | 12(0)        |
| 1998      | 2     | 6     |        | 8(0)         |
| 1999-2001 |       | 3     |        | 3(0)         |

- 1978年は10月1日現在、82・83年は1月1日現在、84年以降は4月1日現在
- 『私鉄車両編成表』各年版、ジェー・アール・アール
- 市内線直通車は名鉄岐阜市内線#車両を参照